# Elecciones provinciales de San Luis de 1999
El 12 de septiembre de 1999 se realizaron elecciones para elegir Gobernador, vicegobernador, 5 senadores provinciales y 21 diputados provinciales.
El resultado estableció que el gobernador Adolfo Rodríguez Saá fuera reelegido gobernador de la provincia por quinta vez consecutiva.

## Resultados

### Gobernador y vicegobernador
| Fórmula                               | Fórmula                  | Partido               | Partido                                             | Votos   | %     |
| Gobernador                            | Vicegobernador           | Partido               | Partido                                             | Votos   | %     |
| ------------------------------------- | ------------------------ | --------------------- | --------------------------------------------------- | ------- | ----- |
| Adolfo Rodríguez Saá                  | María Alicia Lemme       |                       | Frente Justicialista                                | 86.890  | 54,32 |
| Walter Ceballos                       | Juan José Laborda Ibarra |                       | Alianza para el Trabajo, la Justicia y la Educación | 71.968  | 44,99 |
|                                       |                          |                       | Movimiento por la Dignidad y la Independencia       | 1.103   | 0,69  |
| Votos positivos                       | Votos positivos          | Votos positivos       | Votos positivos                                     | 159.961 | 96,60 |
| Votos en blanco                       | Votos en blanco          | Votos en blanco       | Votos en blanco                                     | 4.520   | 2,73  |
| Votos nulos                           | Votos nulos              | Votos nulos           | Votos nulos                                         | 795     | 0,48  |
| Votos recurridos                      | Votos recurridos         | Votos recurridos      | Votos recurridos                                    | 123     | 0,07  |
| Votos impugnados                      | Votos impugnados         | Votos impugnados      | Votos impugnados                                    | 200     | 0,12  |
| Participación                         | Participación            | Participación         | Participación                                       | 165.599 | 72,41 |
| Electores registrados                 | Electores registrados    | Electores registrados | Electores registrados                               | 228.682 | 100   |
| Mesas escrutadas: 813 de 875 (92,91%) |                          |                       |                                                     |         |       |
| Fuente:                               |                          |                       |                                                     |         |       |

### Cámara de Diputados
- Sin datos

### Cámara de Senadores
- Sin datos